# Forame mentual

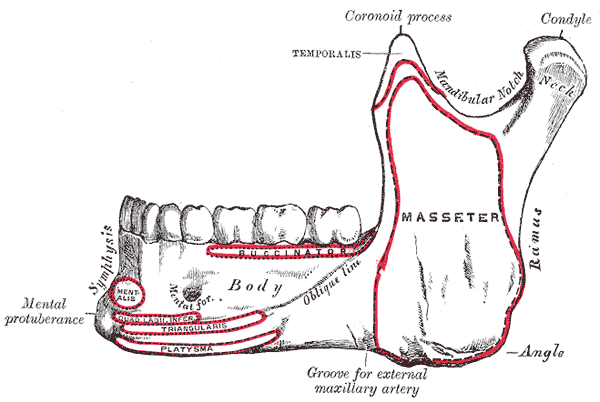

O forame mentual é uma abertura no mento (queixo) localizada abaixo do segundo dente pré-molar. Pelo forame emergem o nervo mentual - ramo do nervo alveolar inferior - e vasos mentuais.
O forame mentual, na grande maioria dos casos, localiza-se entre os pré-molares inferiores e é usado como referência em técnicas anestésicas, como o bloqueio do nervo incisivo e do próprio nervo mentual.